# 望月あられ
望月 あられ（もちづき あられ、1997年6月11日 - ）は、日本のAV女優。C-more エンターテイメント所属。

## 略歴
2017年10月、SODクリエイトの「キミホレ」レーベル専属女優としてAVデビュー。所属事務所はNAXプロモーション。
2017年12月に引退。
2019年5月、AV女優に復帰。所属事務所はC-more エンターテイメント。

## 人物
静岡県伊豆出身。
趣味は写真・映画鑑賞、特技は洋服のデザイン。
「あられ」は本名としている。
初体験は高校3年の時で、相手は当時の彼氏。
AV出演の動機は、イタリアへの留学費用を捻出するためで、活動期間も留学するまでの半年（実際は3か月で引退）と決めていた。
AV復帰については、以前（AV女優として）活動していた頃のセックスの快感が忘れられなかったためとしている。

## 出演作品

### アダルトDVD
2017年
- 田舎育ちの超美人女子大生、東京デビューついでにAV debut（10月5日、SODクリエイト）
- 催眠×媚薬 感度200%性感帯爆発FUCK（11月2日、SODクリエイト）
- 一線を越える イチャラブ♡大好き風俗嬢（12月7日、SODクリエイト）

2019年
- 待ってました!! AV復帰&即中出し解禁しちゃいマシタ…(恥)（5月23日、SODクリエイト）
- 童貞のフリしたルームメイト4名がハードピストン連続中出しエビ反り痙攣爆イキ大絶頂（7月25日、SODクリエイト）
- 感じすぎてコッソリ一線を越えてしまう君に惚れちゃう風俗店（8月22日、SODクリエイト）
- 絶対領域 エチエチすぎるスベスベ太もも＆パンチラで童貞生徒を誘惑するニーハイ家庭教師（9月26日、SODクリエイト）
- 親友対決! 固定ディルド 腰ふり競争1000回ふらなきゃ帰れまセン!! 5（10月13日、はじめ企画）※「あかり」名義　共演:あん　他出演:あつこ、みゆ、れいな、えみ
- 中年オヤジの絶倫生ハメピストンが気持ちイイから何度も中出し（10月25日、kawaii*）
- 30日間性欲を溜め込んだ早漏女子の禁欲解放ケダモノ性交オーガズム（11月1日、ムーディーズ）
- 新・絶対的美少女、お貸しします。 92（11月1日、プレステージ）
- 「マジ天使!?」 骨折してオナニーできない僕のチ●コは我慢の限界!それを見かねた美人ナースは使命感に駆られたのか優しく手を添えてくれ… 5（11月1日、DOC）他出演:永原ゆい、望月あやか、天月叶菜
- 新婚の僕が出張先で女上司とまさかの相部屋 朝から晩まで性奴隷にされた逆NTR（11月1日、Fitch）
- 完全主観 お義姉さんと筆おろし性活（11月7日、BeFree）
- 凌辱シリーズ再始動!! 人気美顔女優マドンナ初登場!! 夫の遺影の前で犯されて、気が狂うほど絶頂した私。（11月25日、マドンナ）
- 誘惑パンチラでオヤジをフル勃起させちゃう即パコヤリマンギャル（12月1日、ムーディーズ）
- カメレオン家庭教師に利尿剤と唾液促進剤入りドリンクを飲ませ口とマ●コから体液を溢れさせて懇願して叫んでもイっても止めない 追撃ピストンで淫乱に豹変させた件（12月1日、変態紳士倶楽部）他出演:あおいれな、紺野ひかる
- 同じマンションの制服女子を連れ去り固定バイブの電池が切れるまでイっても止めない身動き不可能の拘束放置アクメで完堕ちさせた件。 2（12月1日、変態紳士倶楽部）他出演:あおいれな、阿部乃みく、赤瀬尚子、生野ひかる、深田結梨、桐山結羽、富井美帆、月宮ねね、辻井ほのか、永瀬愛菜、有花もえ、葉月ねね、雪乃凛央、初美りん
- 野球部の合宿地探しで帰れなくなって顧問と相部屋になり彼氏がいるのに中出しされまくった一日（12月13日、無垢）
- おっさん、奥歯ガタガタするまでシャブってやるから覚悟しな（12月25日、痴女ヘブン）
- 催眠洗脳された制服美少女は嫌がりながらも淫乱ビッチになっていた 学園編（12月25日、ダスッ!）共演:稲場るか、麻里梨夏

2020年
- この女、生意気だからレイプしてよ。 ―人気カフェ店員強姦計画―（1月7日、アタッカーズ）
- 屈服のバニーガール 絶望のイラマチオ・輪姦・中出し地獄!（1月7日、プレミアム）

### VR
2019年
- 天才的に可愛い自慢の超美少女彼女はセックスが大好き。絶倫のボクがヘトヘトになるほど何度も何度も求めてきてはナカで本イキする中出し願望娘!（11月13日、KMPVR）
- 家に帰ると疲れた僕を淫らな体と最高の連続射精で癒してくれるた〜っぷりご奉仕“濃密”性感カノジョ。（11月20日、KMPVR -bibi-）
- おっパブに堕ちた巨乳姉妹VR（12月11日、アタッカーズ）共演:稲場るか
- 頭皮ケア専門 ヘッドスパVR（12月18日、ムーディーズ）

### イメージDVD
- Arare Reunion（2019年8月15日、Rebecca）※Blu-ray 同時発売

## 書籍

### 雑誌
- 極上素人DX 2017年12月号（三和出版） - インタビュー
- 月刊DMM 2018年1月号（ジーオーティー）- インタビュー
- 月刊FANZA 2019年7月号（ジーオーティー）- インタビュー
- 週刊実話 2019年9月12日号（日本ジャーナル出版） - 袋とじ「納涼パイパン美女祭り」